# 育馬者盃經典大賽
育馬者盃經典大賽（Breeders' Cup Classic）是每年在美國（其中一年在加拿大舉行）的育馬者盃賽事之一，路程為泥地或全天候跑道1.25英哩（約2012米），為國際一級賽。總獎金達600萬，是北美洲最高獎金的賽馬賽事。

## 外部連結
- 育馬者盃官方網站 （页面存档备份，存于）